# Italia Nostra
Italia Nostra ONLUS è un'associazione di salvaguardia dei beni culturali, artistici e naturali. Nata a Roma nel 1955 e riconosciuta con decreto presidenziale nel 1958, è una delle più antiche associazioni ambientaliste italiane. Ha sede in Viale Liegi 33, nel quartiere dei Parioli di Roma.

## Storia
Italia Nostra fu fondata per una campagna settoriale e territorialmente limitata contro lo sventramento di un isolato nel centro storico di Roma, nei pressi di Piazza Augusto Imperatore, ma presto allargò il suo campo di attività a tutto il territorio nazionale allo scopo di «proteggere i beni culturali e ambientali», come da slogan associativo.
All'epoca la sensibilità verso i temi di salvaguardia artistica e ambientale era diffusa in ambienti élitari e Italia Nostra nacque per iniziativa di un gruppo di intellettuali: Elena Croce, Desideria Pasolini dall'Onda, Umberto Zanotti Bianco, che fu il primo presidente dell'associazione, Pietro Paolo Trompeo, Giorgio Bassani, Luigi Magnani e Hubert Howard il 29 ottobre 1955 siglarono l’atto costitutivo di Italia Nostra. Molte personalità hanno aderito a Italia Nostra, tra queste Antonio Cederna, Fulco Pratesi, Maria Mozzoni Crespi e Maria Luisa Astaldi.
Italia Nostra raccoglie fondi - con campagne e mediante il contributo del 5 per mille - per il proprio sostentamento e per finanziare i restauri di monumenti e di opere d'arte.
Italia Nostra conta circa 200 sezioni distribuite su tutto il territorio nazionale ed è socia promotrice di Europa Nostra, federazione di 220 associazioni di conservazione europee; partecipa inoltre al BEE (Bureau Européen de l'Environnement).

## Attività

### Studio e ricerca
L'attività di Italia Nostra cura didattica, ricerca, pubblicistica, volontariato culturale e promozione legislativa. Intende diffondere la cultura della conservazione del paesaggio urbano e rurale, dei monumenti e dell'ambiente cittadino.
Si interessa di:
- Beni culturali
- Evoluzione naturale e storica
- Centri storici
- Pianificazione urbanistica e territoriale
- Parchi nazionali
- Ambiente
- Questione energetica
- Modello di sviluppo del Paese
- Viabilità e trasporti
- Agricoltura
- Mare
- Coste
- Isole
- Musei
- Biblioteche
- Archivi storici

### Gestione di siti

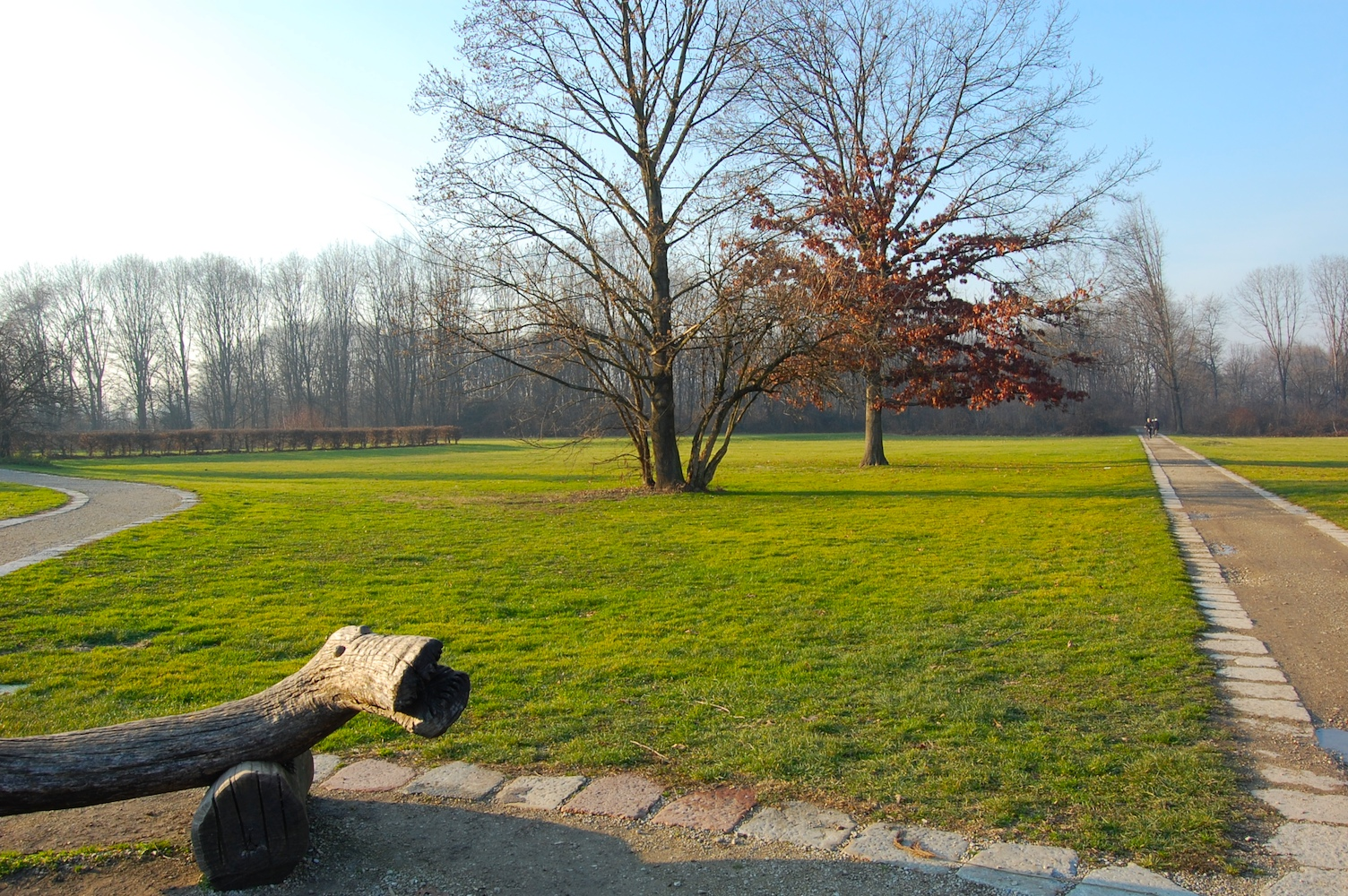
Il Boscoincittà, parco affidato in concessione a Italia Nostra dal Comune di Milano.

Italia Nostra si occupa della gestione dei siti che le vengono affidati dalle istituzioni (tipicamente le amministrazioni comunali). Le sono stati affidati in gestione, dai comuni interessati, 21 siti:
- Tenuta presidenziale di Castelporziano
- Riserva Naturale Regionale “Torrente Callora”
- Riserva Naturale Regionale “Monte Patalecchia, torrenti Lorda e Longaniello”
- Area di Valle Banca
- Boscoincittà
- Cava Ongari Cerutti
- Parco “ex Porto di Mare” a Milano
- Punto Parco “Cascina Favaglie” San Rocco
- Parco del Magliano
- Riserva naturale orientata Monte Capodarso e Valle dell'Imera Meridionale
- Centro Educazione Ambientale Selva di Castelfidardo e Museo del Risorgimento di Castelfidardo
- Polo Museale del Porto Vecchio di Trieste
- La Torre Canai di Sant'Antioco
- Quercia Rogolone
- Area Archeologica “Griso Laboccetta”
- Centro Culturale – Biblioteca “R. Sturani”
- Centro Educazione Ambientale Elsileana Prato di Monte Baldo
- Torre di Alberona
- Eremo di Santo Spirito a Maiella
- Grangia San Giorgio
- Eremo di San Bartolomeo in Legio

Ulteriori siti gestiti:
- Parco della Valle dell'Imera[8]

Dal 2022 Italia Nostra Sicilia collabora come ente istituzionale alle attività del Primo parco mondiale dello stile di vita mediterraneo.

### La "Lista Rossa"
Italia Nostra cura una campagna nazionale attraverso cui raccoglie denunce e segnalazioni dalle proprie sezioni e dai cittadini di beni comuni o paesaggi in abbandono o bisognosi di tutela, siti archeologici meno conosciuti, centri storici, borghi, castelli, singoli monumenti in pericolo.

### Premio Umberto Zanotti Bianco
L'associazione conferisce il "premio nazionale Umberto Zanotti Bianco", istituito nel 1964 e ricostituito nel 2010, in onore del proprio primo presidente.

## Presidenti
- Umberto Zanotti Bianco
- Filippo Caracciolo[12]
- Giorgio Bassani[13]
- Giorgio Luciani
- Mario Fazio
- Alessandro Merli
- Floriano Villa
- Desideria Pasolini dall'Onda
- Carlo Ripa di Meana
- Giovanni Losavio
- Alessandra Mottola Molfino
- Marco Parini
- Oreste Rutigliano
- Mariarita Signorini[14]
- Ebe Giacometti[15]
- Antonella Caroli[16]

## Controversie
Nel 2015 il critico d'arte e politico Vittorio Sgarbi, con riferimento alle critiche ricevute sulla mostra "Da Cimabue a Morandi" da lui curata, viene querelato avendo definito Daniele Benati, presidente di Italia Nostra Bologna, "un abusivo", dicendo che "Benati e i firmatari sono 130 oche", descrivendo i firmatari come "scimmie che firmano senza sapere niente". Sgarbi è stato rinviato a giudizio per diffamazione.
Con una lettera ai soci di gennaio 2016, lo storico dell'arte Tomaso Montanari si dimette dal Consiglio Nazionale dell'Associazione per protesta contro le crescenti attività gestionali dell'Associazione, riferendo che "Italia Nostra è diventata, da un mezzo, un fine: soprattutto per chi la dirige…". Il Presidente Parini lo ringrazia per l'attività svolta e le battaglie comuni, confermando che "la linea programmatica in continuità con lo scorso triennio è però risultata condivisa dai soci".